# Gunji Kentaro
Kentaro Gunji (sinh ngày 6 tháng 7 năm 1992) là một cầu thủ bóng đá người Nhật Bản.

## Sự nghiệp câu lạc bộ
Kentaro Gunji đã từng chơi cho YSCC Yokohama.